# Montrevault-sur-Èvre
Montrevault-sur-Èvre – gmina we Francji, w regionie Kraj Loary, w departamencie Maine i Loara. W 2013 roku liczba ludności wynosiła 16 064 mieszkańców. 
Gmina została utworzona 15 grudnia 2015 roku z połączenia 11 ówczesnych gmin: La Boissière-sur-Èvre, Chaudron-en-Mauges, La Chaussaire, Le Fief-Sauvin, Le Fuilet, Montrevault, Le Puiset-Doré, Saint-Pierre-Montlimart, Saint-Quentin-en-Mauges, Saint-Rémy-en-Mauges oraz La Salle-et-Chapelle-Aubry. Siedzibą gminy została miejscowość Montrevault.